# Место битке код Сенте
Место битке код Сенте из 1697. године представља непокретно културно добро као Знаменито место од изузетног значаја.
Први споменик на помен битке код Сенте подигнут је 1895. године, приликом посете аустријског цара Франца Јозефа војним маневрима у околини Сенте. На постамент, висок око два метра (подножје постамента 90х90cm, врх 70х70cm) постављен је један метални оклоп, шлем и две сабље а у подножје један мали топ. Сам постамент је од рустично обрађеног вештачког камена. На њему је била табла са натписом: Јевгенију Савојском, сенћанском победнику. Народ града Сенте, који се данас чува у Сенћанском музеју.
Сенћани, незадовољни с исхитрено постављеним спомеником, одлучили су да наруче монументални споменик Еугена Савојског на коњу од будимпештанског кипара Јожефа Роне. Скулптура је израђена, али Сенћани никад нису успели да сакупе довољно новца за исплату. Скулптуру је на крају купио Фрања Јосип и подарио је граду Будиму. Данас украшава будимску тврђаву.
Споменик са Јевгенијeвог острва је у ствари само постамент јер су оклоп, шлем, сабље, и мали топ већ почетком 20. века украдени, а померен је у правцу запада, приликом градње луке за шећерану. Одавде је 1990. године пресељен на обалу Тисе. На 300. годишњицу битке око постамента је организован меморијални простор у облику рибе. У једном фокусу је камени постамент са таблом из 1942. године, заштићен полукуполом која подсећа на чамац, висок 300cm. У другом фокусу је дрвени звоник висок 5500cm, од храста из Славоније. Звоно је тешко 70kg. Израдила га је радионица Калмар из Суботице. Постамент и звоно повезује дрвена стаза.
У спомен битке на Тргу слободе у Сенти се гради мала спомен црква (630m²). Градња је још у току, пројектант је Вилмош Тот, архитекта из Кањиже.